# PCHL 1947/48
Die Saison 1947/48 war die zwölfte reguläre Saison der Pacific Coast Hockey League (PCHL). Meister wurden die Vancouver Canucks.

## Teamänderungen
Folgende Änderungen wurden vor Beginn der Saison vorgenommen:
- Die Hollywood Wolves stellten den Spielbetrieb ein.

## Reguläre Saison

### Abschlusstabellen
Abkürzungen: GP = Spiele, W = Siege, L = Niederlagen, T = Unentschieden, GF = Erzielte Tore, GA = Gegentore, Pts = Punkte

#### North Division
|                        | GP | W  | L  | T | GF  | GA  | Pts |
| ---------------------- | -- | -- | -- | - | --- | --- | --- |
| Seattle Ironmen        | 66 | 42 | 21 | 3 | 311 | 239 | 87  |
| Tacoma Rockets         | 66 | 34 | 28 | 4 | 294 | 281 | 72  |
| Vancouver Canucks      | 66 | 34 | 29 | 3 | 284 | 264 | 71  |
| New Westminster Royals | 66 | 27 | 38 | 1 | 293 | 322 | 55  |
| Portland Eagles        | 66 | 17 | 46 | 3 | 256 | 345 | 37  |

#### South Division
|                         | GP | W  | L  | T | GF  | GA  | Pts |
| ----------------------- | -- | -- | -- | - | --- | --- | --- |
| Los Angeles Monarchs    | 66 | 36 | 26 | 4 | 306 | 270 | 76  |
| San Francisco Shamrocks | 66 | 35 | 29 | 2 | 243 | 227 | 72  |
| San Diego Skyhawks      | 66 | 32 | 31 | 3 | 242 | 258 | 67  |
| Fresno Falcons          | 66 | 30 | 32 | 4 | 229 | 236 | 64  |
| Oakland Oaks            | 66 | 29 | 36 | 1 | 236 | 252 | 59  |